# 木原俊行
木原 俊行（きはら としゆき、1963年5月23日 - ）は、日本の教育学者、四天王寺大学教授。

## 略歴
広島県三原市生まれ。三原市立第三中学校卒。広島大学附属福山高等学校卒。大阪大学人間科学部卒、1990年同大学院人間科学研究科博士課程満期退学、1992年大阪大学人間科学部助手、1994年岡山大学教育学部講師・1998年助教授、2000年大阪市立大学助教授を経て、2007年大阪教育大学教授となる。2024年より四天王寺大学教授。2002年「教師の授業力量形成に関する総合的研究」で日本女子大学博士（教育学）。

## 著書
- 『授業研究と教師の成長』日本文教出版 2004
- 『教師が磨き合う「学校研究」 授業力量の向上をめざして』ぎょうせい 2006
- 『活用型学力を育てる授業づくり 思考・判断・表現力を高めるための指導と評価の工夫』 (シリーズ・21世紀型学力を育てる学びの創造)ミネルヴァ書房 2011

### 共編著・監修
- 『新しい環境教育を創造する 子どもがきずく環境へのかけ橋』 (シリーズ・21世紀を創る子どもと学校教育) 水越敏行共編著 ミネルヴァ書房 1995
- 『中学校・選択と総合的学習の新展開』 (総合的学習の研究) 水越敏行共編著. 明治図書出版 1998
- 『総合的学習の授業づくりを深める』 (総合的学習の開拓) 水越敏行共著 明治図書出版 1999
- 『川・水を調べて自然を守ろう』 (わたしは町の探検記者 総合的学習実践集) 水越敏行監修, 木原指導. 学習研究社 2000
- 『新しい学びをひらく総合学習』 (Minerva教職講座) 片上宗二共編著 ミネルヴァ書房 2001
- 『取り組んだ!考えた!変わった! 総合的な学習への挑戦』岡山市立平福小学校共著. 日本文教出版 2002
- 『NHK学校放送先生のための教え方ガイド 学校放送番組活用術 これで授業が見違える!』 (教育シリーズ)監修. 日本放送出版協会 2003
- 『「学習指導・評価」実践チェックリスト 学習指導・評価のプロセスを徹底サポート』 (教職研修総合特集 教職実践チェックリスト)編 教育開発研究所 2004
- 『情報教育マイスター入門』中川一史, 藤村裕一共編著 ぎょうせい 2008
- 『学校改善と校内研修の設計 (講座現代学校教育の高度化) 北神正行,佐野享子共著 学文社 2010
- 『授業研究と教育工学』 (教育工学選書) 水越敏行, 吉崎静夫,田口真奈共著 ミネルヴァ書房 2012
- 『教科教育のフロンティア インクルーシブ教育をめざして』 (シリーズ新時代の学びを創る）冨永光昭,池永真義共編著 あいり出版 2015
- 『学びを創り続ける子どもを育む主体的・協働的・創造的な授業づくり 各教科・領域の20事例を一挙公開!』鹿毛雅治,大阪教育大学附属平野小学校共著. 明治図書出版 2016
- 『教育工学的アプローチによる教師教育 学び続ける教師を育てる・支える』 (教育工学選書) 寺嶋浩介,島田希共編著 ミネルヴァ書房 2016

### 翻訳
- クリストファー・デー, キン・グー『教師と学校のレジリエンス 子どもの学びを支えるチーム力』小柳和喜雄共監訳 北大路書房 2015

## 論文
- <木原俊行